# Almir Turisco de Araújo
Almir Turisco de Araújo (Macaúbas, 19 de julho de 1916 — Goiânia, 26 de julho de 2018) foi um fazendeiro e político brasileiro.
Foi governador interino de Goiás, de 24 de abril a 29 de maio de 1963.